# 唐吉兹·阿米热吉比
唐吉兹·阿米热吉比 （1927年9月30日—2013年3月9日），格鲁吉亚钢琴家，生于格鲁吉亚首都第比利斯，以弹奏肖邦作品知名。自1960年起在格鲁吉亚任教授，1961年起成为格鲁吉亚人民艺术家。